# چرخ‌ریسوی پشت‌بلوطی
چرخ‌ریسوی پشت‌بلوطی (نام علمی: Poecile rufescens) نام یک گونه از تیره چرخ‌ریسک است.